# دايفيد فيليبس
دايفيد فيليبس (بالإنجليزية: David Phillips)‏ (29 يوليو 1963 بفغبرغ في ألمانيا - ) هو لاعب كرة قدم بريطاني في مركز الوسط. شارك مع منتخب ويلز لكرة القدم. أما مع النوادي، فقد لعب مع ستيفيناغ بوروه وكوفنتري سيتي ومانشستر سيتي ونوتينغهام فورست ونورويتش سيتي وهدرسفيلد تاون ولينكولن سيتي أف سي ونادي بليموث أرجايل.

## مسيرته الكروية
لعب دايفيد فيليبس خلال مسيرته الاحترافية مع 8 أندية في واحد وعشرون موسمًا وسجل خلالها 63 هدفًا ضمن 620 مباراة. حيث فاز في موسم واحد بالكأس ولم يفز بأي دوري.
خاض دايفيد فيليبس مسيرته مع نادي بليموث أرجايل في موسم 1981–82 واستمر معه طيلة ثلاثة مواسم، مشاركًا في 73 مباراة سجل خلالها 15 هدفًا. ثم انتقل إلى نادي مانشستر سيتي في موسم 1984–85 ولمدة موسمين، حيث شارك في 81 مباراة سجل خلالها 13 هدفًا. لينتقل بعدها إلى نادي كوفنتري سيتي في موسم 1986–87 واستمر معه طيلة ثلاثة مواسم، مشاركًا في 100 مباراة سجل خلالها 8 أهداف. ثم انتقل إلى نادي نورويتش سيتي في موسم 1989–90 ليلعب معه أربعة مواسم، مشاركًا في 152 مباراة سجل خلالها 18 هدفًا. هذا وانتقل لاحقًا إلى نادي نوتينغهام فورست في موسم 1993–94 ليلعب معه أربعة مواسم، مشاركًا في 126 مباراة سجل خلالها 5 أهداف. ثم انتقل بعدها إلى نادي هدرسفيلد تاون في موسم 1997–98 ولمدة موسمين، مشاركًا في 52 مباراة سجل خلالها 3 أهداف. ليعود وينتقل من جديد، لكن هذه المرة إلى نادي لينكولن سيتي في موسم 1998–99 ولمدة موسمين، مشاركًا في 17 مباراة ولم يسجل أي هدف. لينتقل بعدها إلى نادي ستيفيناغ بوروه في موسم 2000–01 لمدة موسم واحد، مشاركًا في 19 مباراة سجل خلالها هدفًا واحدًا.

## وصلات خارجية
- دايفيد فيليبس على موقع الاتحاد الأوربي (الإنجليزية)
- دايفيد فيليبس على موقع قاعدة بيانات كرة القدم.إي يو (الإنجليزية)
- دايفيد فيليبس على موقع ناشيونال فوتبول تيمز (الإنجليزية)
- دايفيد فيليبس على موقع Soccerbase.com (لاعب) (الإنجليزية)
- دايفيد فيليبس على موقع عالم كرة القدم.نت (الإنجليزية)